# Geissorhiza radians
Geissorhiza radians  es una especie de planta fanerógama perteneciente a la familia de las iridáceas que se encuentra en la provincia del Cabo Occidental, Sudáfrica.

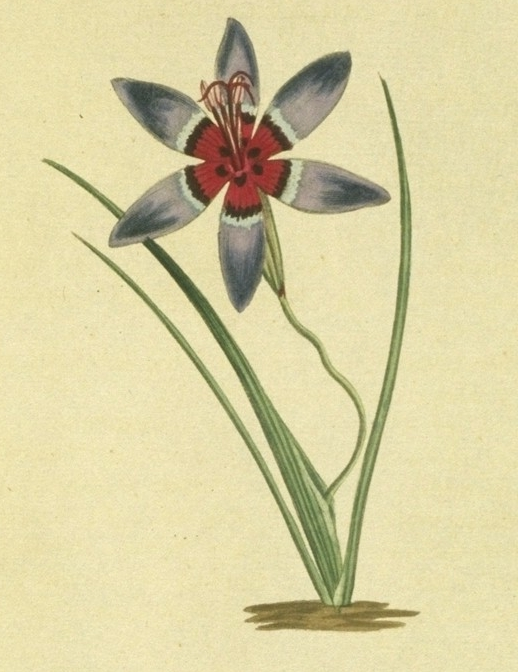
Ilustración

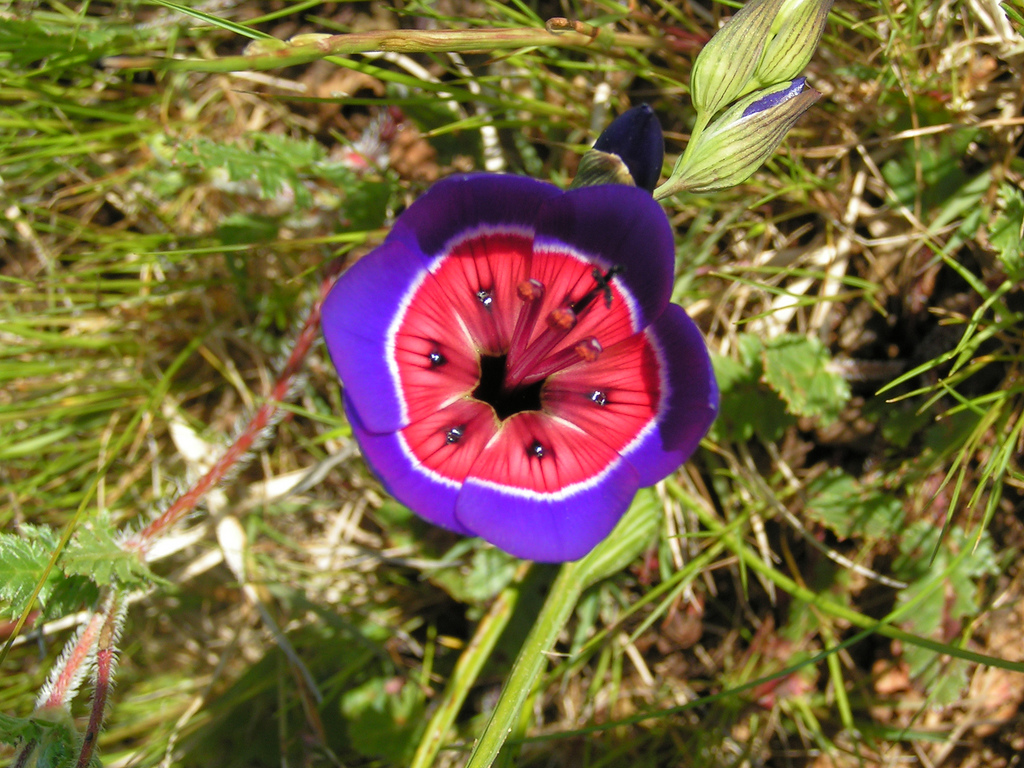
Flor

## Descripción
Geissorhiza radians, es una planta herbácea perennifolia, geofita que alcanza un tamaño de 0.08 - 0.16 m de altura a una altitud de 90 - 229  metros en Sudáfrica.

## Taxonomía
Geissorhiza radians fue descrita por (Thunb.) Goldblatt y publicado en Nordic Journal of Botany 3: 441. 1983.
Etimología
Geissorhiza: nombre genérico que deriva de las palabras griegas: geisso, que significa "mosaico", y rhizon, que significa "raíz".
radians, epíteto
Sinonimia
- Geissorhiza cyanea Eckl.
- Geissorhiza rocheana Sweet
- Geissorhiza rochensis var. rochensis
- Geissorhiza tulipifera Klatt
- Ixia azurea Banks ex Ker Gawl.
- Ixia radians Thunb.
- Rochea venusta Salisb.[5][6]
- Ixia rochensis Ker Gawl.
- Geissorhiza rochensis (Ker Gawl.) Ker Gawl.
- Ixia larochei Roem. & Schult.
- Ixia rochensis (Ker Gawl.) L. Bolus[2]